# Thelonious Alone in San Francisco
Thelonious Alone in San Francisco é o segundo álbum de jazz, a solo, do pianista Thelonius Monk, lançado em 1959. Foi gravado em ao vivo no Fugazi Hall, em São Francisco, na California, entre 21 de Outubro a 22 de Outubro de 1959.

## Faixas
1. Blue Monk - 3:44
2. Ruby, My Dear - 3:56
3. Round Lights - 3:34
4. Everything Happens to Me - 5:37
5. You Took the Words Right Out of My Heart - 4:01
6. Bluehawk - 3:37
7. Pannonica - 3:51
8. Remember - 2:41
9. There's Danger In Your Eyes, Cherie (take 2) - 4:18
10. There's Danger in Your Eyes, Cherie (take 1) - 4:05
11. Reflections - 5:06

A faixa #10 é um bónus incluído na reedição do álbum.

## Intérpretes
- Thelonious Monk - Piano